# Шаровая молния (фильм)
«Шаровая молния» (англ. Thunderball) — четвёртый фильм о британском суперагенте Джеймсе Бонде. Экранизация одноимённого романа Яна Флеминга. Роль агента 007 в четвёртый раз исполнил Шон Коннери, его ключевого врага Эмилио Ларго — итальянец Адольфо Чели. Премия «Оскар» за визуальные эффекты (Джон Стирс).

## Сюжет
«Номер второй» международной преступной организации СПЕКТР Эмилио Ларго разрабатывает план похищения ради выкупа стратегического бомбардировщика Avro Vulcan Королевских ВВС с двумя атомными бомбами во время учений НАТО. Для этого другой член СПЕКТРа граф Липпе нанимает Анджело Палацци и с помощью агента СПЕКТРа Фионы Вольпе помогает ему хирургическим путем изменить свое лицо, чтобы оно выглядело как лицо пилота французских ВВС Франсуа Дерваля, который участвует в учениях. Вольпе и Анджело убивают настоящего Дерваля на курорте «Кустарник», а затем Анджело требует больше денег, чем договаривались ранее. Фиона соглашается, чтобы он продолжил операцию. Следуя плану, Анджело успешно угоняет бомбардировщик, убивая его команду, и совершает посадку на воду на мелководье на Багамах. Ларго убивает Анджело за нарушение условий сделки со СПЕКТРом.
Британский секретный агент Джеймс Бонд, выздоравливающий в «Кустарнике» после предыдущего задания, замечает присутствие Липпе и держит его под наблюдением, обнаруживая тело Дерваля. Бонд срочно вызван в Лондон, тем временем Липпе пытается ликвидировать Бонда за попытку вмешательства. После трёх неудачных попыток ликвидации Бонда сам Липпе погибает от рук Фионы, которая решает взять ликвидацию Бонда в свои руки. Вернувшись в Лондон, Бонд узнает, что все 00 агенты находятся в режиме повышенной готовности из-за кражи бомб, поскольку крупный город в Соединенных Штатах или Великобритании будет уничтожен, если 100 миллионов фунтов стерлингов не будут выплачены СПЕКТРу в течение семи дней. Во время переговоров с М. о его задании Бонд просит его направить в Нассау (Багамские острова), чтобы связаться с сестрой Дерваля Домино.
В местном казино Бонд встречается с Домино, которая, как он узнает, является любовницей Ларго. Оба считают друг друга врагами и вступают в напряженную игру в кошки-мышки, делая вид, что не знают кто оппонент на самом деле. После их первой встречи Бонд встречается со своим другом, агентом ЦРУ Феликсом Лейтером, коллегой-агентом Паулой Каплан и техником МИ-6 Q, чтобы получить оборудование, которое поможет найти бомбы, в том числе подводную инфракрасную камеру и миниатюрный подводный дыхательный аппарат. Исследуя яхту Ларго, «Диско Воланте», Бонд замечает под ней подводный люк. Тем временем люди Ларго похищают Паолу. Она принимает капсулу с цианидом. Бонд вынужден выдать себя, но ускользает от людей Ларго во время праздника, которые случайно убивают Фиону Вольпе.
Подозревая, что бомбы были доставлены в этот район, Бонд и Лейтер ищут самолет и находят его замаскированным под водой вместе с телом Анджело. Вернувшись на остров, Бонд сообщает Домино, что ее брат был убит Ларго, и просит ее помочь ему в поисках «Диско Воланте». Однако Ларго ловит ее с дозиметром, который ей дал Бонд, связывает и запирает в каюте. Тем временем Бонд подменяет одного из людей Ларго, и ему удается узнать, что Ларго решил взорвать одну из бомб, так как мирная сделка была сорвана, прежде чем ему приходится бежать. Через Лейтера Бонд вызывает ВМС США, которые перехватывают «Диско Воланте» и забирают одну из бомб. Бонд преследует Ларго и оказывается на «Диско Воланте», которая разделяется, превращаясь в судно на подводных крыльях. Бонд входит в рубку, побеждает людей Ларго и сражается с Ларго, но Ларго берет верх и собирается стрелять в Бонда, однако появляется Домино, которую освободил работавший на Ларго физик, и убивает Ларго. Все трое покидают «Диско Воланте» за несколько мгновений до ее гибели, физик плывет со спасательным кругом, Бонд и Домино поднимаются на самолет при помощи системы Фултона.

## В ролях
| Актёр            | Роль                                                       |
| ---------------- | ---------------------------------------------------------- |
| Шон Коннери      | Джеймс Бонд                                                |
| Клодин Оже       | Доминика (Домино) Дерваль (озвучивает: Никки Ван Дер Зиль) |
| Адольфо Чели     | Эмилио Ларго (Номер 2) (озвучивает: Роберт Ритти)          |
| Лучана Палуцци   | Фиона Вольпе                                               |
| Мартин Бесвик    | Паола Каплан                                               |
| Молли Питерс     | Патриция Фиринг                                            |
| Бернард Ли       | M                                                          |
| Лоис Максвелл    | мисс Манипенни                                             |
| Десмонд Ллевелин | Q                                                          |
| Рик Ван Нуттер   | Феликс Лейтер                                              |
| Гай Долмен       | граф Липпе                                                 |
| Пол Стассино     | Франсуа Дерваль / Анджело Палацци                          |
| Филип Лок        | Варгас                                                     |
| Джордж Правда    | Ладислав Куц                                               |
| Эрл Камерон      | Пиндер                                                     |
| Энтони Доусон    | Эрнст Ставро Блофельд (Номер 1) (озвучивает: Эрик Полманн) |
| Роланд Калвер    | Министр внутренних дел Великобритании                      |
| Боб Симмонс      | Полковник Бувар                                            |

## Награды
- 1966 год — Премия «Оскар» за спецэффекты — Джон Стирс.
- 1966 год — Номинация на награду Британской Академии Кино и Телевидения — лучший художник цветного фильма — Кен Адам.
- 1966 год — Номинация на «Edgar Allan Poe Award» — лучший иностранный фильм — сценарист Ричард Мейбаум.
- 1966 год — Награда «Golden Screen» Германия — лучший фильм года.
- 1966 год — «Laurel Awards» — Награда «Golden Laurel» за лучший фильм в жанре экшн и драмы.
- 1966 год — «Laurel Award» в жанре экшн — Шон Коннери.
- 2004 год — Номинация на «Golden Satellite Award» за лучший классический выпуск на DVD (также за фильмы «Из России с любовью» 1963 г.; «Живёшь только дважды» 1967 г.; «Бриллианты навсегда» 1971 г.). Джеймс Бонд — DVD коллекция.

## Саундтрек
В 1965 году был написан саундтрек «Шаровая молния». Авторы Джон Барри и Дон Блэк , а исполнил песню Том Джонс.